# Jens Doberschütz
Jens Doberschütz, né le 5 octobre 1957 à Dresde (RDA), est un rameur d'aviron est-allemand. Il est le beau-frère de la rameuse Gerlinde Doberschütz.
Champion du monde de quatre barré en 1979, Jens Doberschütz est ensuite sacré championne olympique de huit en 1980 à Moscou. Il obtient par la suite une médaille d'argent mondiale en quatre sans barreur en 1981 et une médaille de bronze mondiale en huit en 1982. 